# Unterlaitsch

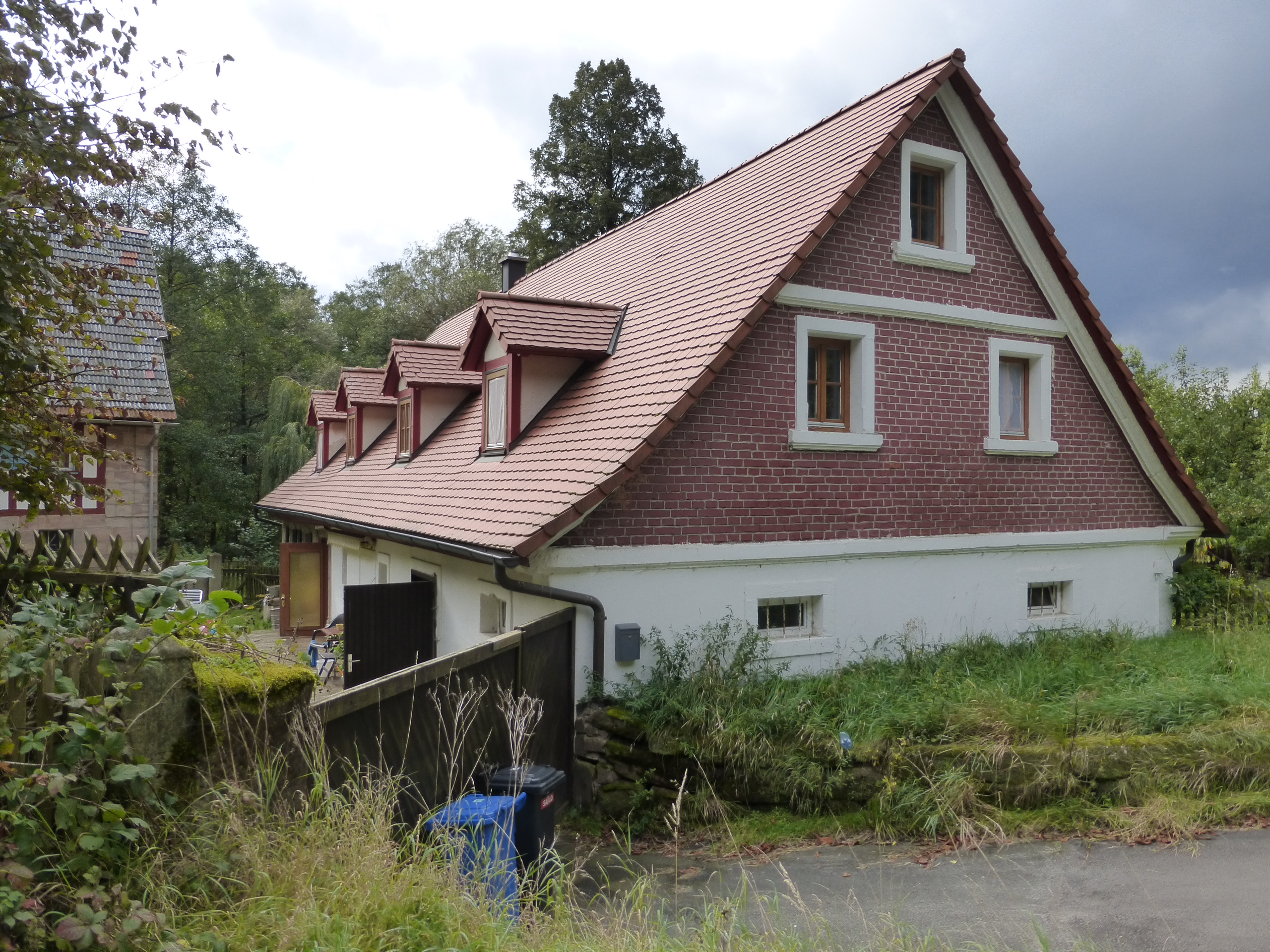
Wohnstallhaus

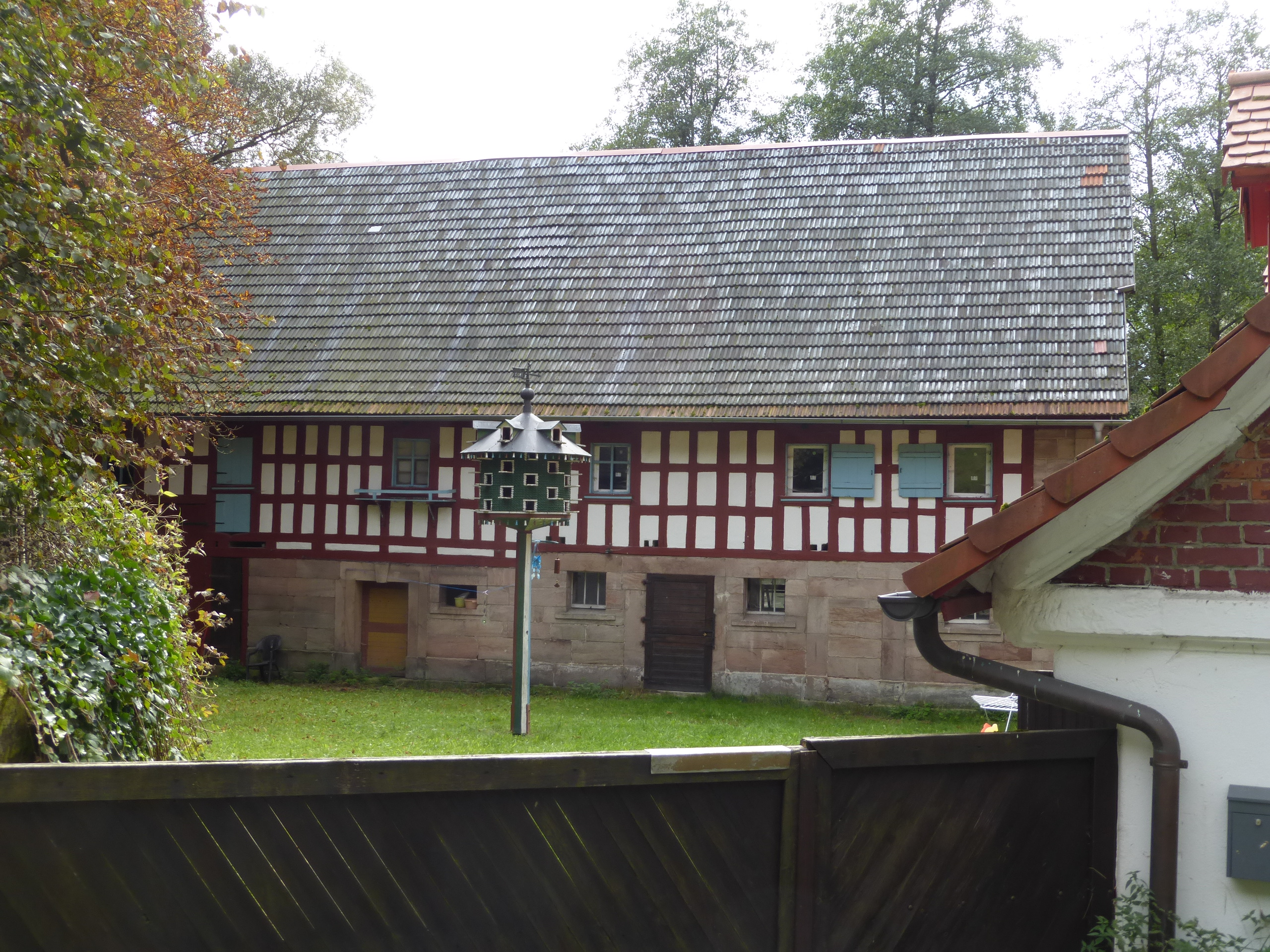
Austragshaus

Unterlaitsch (oberfränkisch: Indea-latsch) ist ein Gemeindeteil der Gemeinde Neudrossenfeld im Landkreis Kulmbach (Oberfranken, Bayern). Unterlaitsch liegt in der Gemarkung Lindau.

## Geographie
Die Einöde liegt an der Trebgast und an der Staatsstraße 2183, die parallel zum Fluss nach Trebgast (3,1 km nördlich) bzw. nach Harsdorf verläuft (1,7 km südöstlich). Unmittelbar nördlich des Ortes gibt es einen Baum, der als Naturdenkmal geschützt ist. Im Osten grenzt der Trebgaster Forst an, der auf einem Bergrücken liegt, der zum Obermainischen Hügelland zählt.

## Geschichte
Der Ort wurde 1654 als „unterm Laitzsch“ erstmals urkundlich erwähnt. Der Ortsname leitet sich wie bei dem älteren Oberlaitsch vom Laitschwald ab, dem „loviščě“ (slaw. für Jagdgrund) zugrunde liegt. Die beiden Orte selber wurden aber erst später nach der slawischen Siedlungstätigkeit gegründet.
Gegen Ende des 18. Jahrhunderts bestand Unterlaitsch aus einem Anwesen. Das Hochgericht übte das bayreuthische Stadtvogteiamt Kulmbach aus. Das Kastenamt Kulmbach war Grundherr der Sölde.
Von 1797 bis 1810 unterstand der Ort dem Justiz- und Kammeramt Kulmbach. Mit dem Gemeindeedikt wurde Unterlaitsch dem 1811 gebildeten Steuerdistrikt Lindau und der 1812 gebildeten gleichnamigen Ruralgemeinde zugewiesen. Am 1. Januar 1972 wurde Unterlaitsch im Zuge der Gebietsreform in Bayern nach Neudrossenfeld eingegliedert.

### Baudenkmäler
- Unterlaitsch 46: Vierseithof mit Wohnstallhaus und Austragshaus

### Einwohnerentwicklung
| Jahr      | 001818 | 001861 | 001871 | 001885 | 001900 | 001925 | 001950 | 001961 | 001970 | 001987 |
| Einwohner | 7      | 9      | 14     | 13     | 17     | 15     | 8      | 9      | 6      | 2      |
| Häuser    | 1      |        |        | 2      | 2      | 2      | 2      | 2      |        | 1      |
| Quelle    | [ 8 ]  | [ 11 ] | [ 12 ] | [ 13 ] | [ 14 ] | [ 15 ] | [ 16 ] | [ 17 ] | [ 18 ] | [ 1 ]  |

## Religion
Unterlaitsch ist evangelisch-lutherisch geprägt und nach St. Martin (Harsdorf) gepfarrt.